# 한태영 (레슬링 선수)
한태영(韓兌榮, 1979년 9월 4일~)은 대한민국의 전직 레슬링 선수이다. 2008년 하계 올림픽 남자 그레코로만형 헤비급 종목에 참가했다.